# Perisama pseudolebasi
Perisama pseudolebasi är en fjärilsart som beskrevs av Embrik Strand 1916. Perisama pseudolebasi ingår i släktet Perisama och familjen praktfjärilar. Inga underarter finns listade i Catalogue of Life.